# Steven Grant
Steven Grant (né le 22 octobre 1953) est un auteur américain de bandes dessinées qui a notamment travaillé pour Marvel et DC Comics. 

## Biographie

### Bandes dessinées
Steven Grant nait le 22 octobre 1953, dans le Wisconsin. Il est tributaire d'une longue carrière de scénariste auprès des éditeurs Marvel et DC Comics, ainsi que pour de plus petites structures telles que First Comics et Dark Horse Comics. 
Il entame les années 1980 chez Marvel, où il travaille en particulier sur le personnage du Punisher, mais aussi sur les Vengeurs, Hulk et Spider-Man.   
En 1983, Grant crée le personnage Whisper, une ninja qui apparaît pour la première fois chez Capital Comics, puis chez First Comics qui lui voue une série propre en juin 1986. Entretemps, Grant collabore à la série American Flagg!, choisi par son créateur Howard Chaykin pour lui succéder, et à quelques numéros de Classics Illustrated. Il tente également de lancer sa propre série Psychoblast, mais elle ne dure pas. 
Grant travaille ensuite pour Dark Horse Comics, et surtout pour DC Comics dans les années 1990. Il est notamment l'auteur de nouvelles versions de Manhunter et des Challengers of the Unknown. Il continue néanmoins de travailler périodiquement pour Marvel, sa dernière contribution majeure étant X-Man en collaboration avec Warren Ellis et Ariel Olivetti. C'est aussi à cette période qu'il crée le personnage Edge, avec Gil Kane, édité par Malibu Comics, et la série policière Damned avec Mike Zeck, publiée par Wildstorm. 
Entre 1999 et 2010, il a décrit le fonctionnement de l'industrie de la bande dessinée dans les chroniques « Master of the Obvious » et « Permanent Damage », sur le site Comic Book Resources. 
À partir de 2005, il collabore sur diverses séries de IDW Publishing, notamment une mettant en vedette les personnages des Experts. Chez Boom! Studios, il crée la série 2 Guns, et adapte en comics le scénario proposé par Frank Miller pour RoboCop 3. Il est également le créateur des séries Mortal Souls et My Flesh Is Cool, publiées chez Avatar Press.

### Romans
Grant a écrit plusieurs tomes des romans jeunesse Les Frères Hardy (sous le pseudonyme Franklin W. Dixon) et Tom Swift, ainsi que divers livres-jeux. 

## Œuvre
- Les Frères Hardy (sous le pseudonyme collectif Franklin W. Dixon) : 
  - Cult of Crime (1987)[4]
  - The Crowning Terror (1987)[5]
  - Too Many Traitors (1988)[6]
  - Nightmare In Angel City (1988)[7]
  - Thick As Thieves (1988)[8]
  - Final Gambit (1988)[9]

- Badlands avec Vince Giarrano (1993, Dark Horse Comics) (mini-série de cinq numéros  (ISBN 1-878574-53-1))

- Les Experts (IDW Publishing) :
  - Secret Identity avec Steven Perkins et Gabriel Rodriguez (2005) (mini-série de cinq numéros  (ISBN 1-933239-40-9))
  - Dying in the Gutters avec Stephen Mooney (mini-série de cinq numéros  (ISBN 1-60010-048-1))
- 2 Guns (2007, Boom! Studios.)

- The Safest Place avec Victor Riches (coauteur) et Tom Mandrake (dessins) (2008, Image Comics)[10]